# Pacto Figueres-Calderón
El Pacto de Concertación, popularmente conocido como Pacto Figueres-Calderón fue un acuerdo político suscrito el 28 de abril de 1995 entre los líderes de los dos partidos políticos mayoritarios en aquel momento en Costa Rica; el presidente de la República José María Figueres Olsen del Partido Liberación Nacional y el expresidente Rafael Ángel Calderón Fournier del Partido Unidad Social Cristiana.
El acuerdo fue duramente criticado por distintos sectores políticos y sociales costarricense pues era visto como la máxima expresión del bipartidismo, que en aquella época empezaba a ver erosionada su popularidad. Sus defensores aseguraron que era común en las democracias bipartidistas este tipo de acuerdos y que representaban madurez política y brindaban gobernabilidad, no obstante los detractores acusaron al PUSC de cogobernar y de no ser una genuina oposición. A partir de este momento el respaldo electoral de los dos partidos tradicionales iría bajando considerablemente con cada elección hasta el quiebre del sistema bipartidista menos de diez años después en las elecciones presidenciales de 2002.
Un hecho particularmente simbólico es que ambos líderes eran hijos de los caudillos principales de las dos tradiciones políticas costarricenses; José Figueres Ferrer del figuerismo y fundador del PLN y Rafael Ángel Calderón Guardia del calderonismo al cual el PUSC se consideraba heredero, quienes habían estado enfrentados en bandos rivales durante la violenta Guerra Civil de 1948 y dividido a sus simpatizantes en dos bloques desde entonces.

## Antecedentes
Desde la unificación de casi toda la oposición (excepto la marxista) tras la fusión de la Coalición Unidad en el Partido Unidad Social Cristiana en 1983, Costa Rica había vivido en un sistema bipartidista clásico donde los dos partidos principales oscilaban en el poder y cuando uno dejaba la presidencia pasaba a ser primera fuerza de oposición y viceversa, y tenían entre los dos más del 90% de los votos en las elecciones y en los diputados del Congreso.
Durante la campaña electoral de 1993-1994 el candidato liberacionista Figueres Olsen atacó fuertemente a su rival socialcristiano y oficialista Miguel Ángel Rodríguez acusándolo de ser neoliberal y criticando al gobierno del PUSC de haber dejado de lado las luchas sociales y contra la pobreza por apoyar políticas liberalizadoras, al tiempo que intentaba posicionar a su partido como una fuerza socialdemócrata que compensaría el abandono de los pobres y las clases medias. No obstante una vez en el poder Figueres Olsen aplicaría diversas políticas consideradas neoliberales similares a las criticadas por él mismo durante la campaña. Durante su gobierno, además, se daría el quiebre del Banco Anglo-Costarricense, uno de los bancos estatales.

## Acuerdos del Pacto
- Liberalización bancaria; buscaba retrotraer la nacionalización bancaria, irónicamente una medida tomada durante la presidencia de Figueres Ferrer, padre de Figueres Olsen.
- Reforma a la Ley de Pensiones del Magisterio Nacional.
- Reforma al Código Municipal eliminando la figura del Ejecutivo Municipal por el Alcalde electo democráticamente, eliminando la figura del gobernador provincial y realizando otras reformas a la estructura y elección de los cargos municipales.
- Ley de la Autoridad Reguladora de los Servicios Públicos (ARESEP).
- Ley Orgánica del Banco Central.
- Ley General de Aduanas.
- Ley de Justicia Tributaria (reforma fiscal).
- Las llamadas "Garantías Económicas", proyecto redactado por Rodríguez Echeverría cuando fue diputado y que buscaba elevar a rango constitucional las limitantes a la intervención del estado en actividades económicas,[3] lo opuesto a las Garantías Sociales de los años cuarenta. No fue aprobado.
- La "Ley 4-3" (en realidad un decreto ejecutivo) la cual establecía que el gobierno saliente podría mantener tres cargos en las Juntas Directivas del Estado y el entrante nombraría 4 cargos nuevos, lo cual fue visto como una repartición de cargos entre los dos partidos principales (ya que normalmente uno era el saliente y el otro el entrante), medida que se mantuvo hasta el 2014 en que el gobierno (que no provenía de ninguno de los partidos tradicionales) se negó a aplicarla.
- Descongelamiento de los bonos del Banco Mundial para la aplicación del Tercer Plan de Ajuste Estructural o PAE-III, muy impopular al ser visto como una reforma de corte neoliberal.[4]

## Protestas y huelgas
A raíz del acuerdo estalló una huelga por parte del Magisterio Nacional que paralizó las clases en los centros educativos, a la cual se sumaron trabajadores de diversas instituciones, universidades públicas y centros de salud, opuestos a las reformas que afectaban muchos de sus intereses. Las huelgas agruparon a una treintena de gremios y duró más de un mes. Finalmente se depuso tras una serie de negociaciones que obligó al gobierno a ceder a una serie de demandas, aunque no a la principal; la reforma a la Ley de Pensiones.
La popularidad de Figueres sufrió un descalabro, al punto que debió salir escoltado del parque nacional durante las celebraciones del día de la independencia el 15 de septiembre por las enardecidas protestas de los estudiantes de secundaria.
También se dieron las renuncias del ministro de la Presidencia Elías Soley, el presidente ejecutivo del Banco Central Carlos Manuel Castillo, y el coordinador del área social Carlos Espinach, en protesta por las reformas lo que obligó a Figueres a hacer un reacomodo del gabinete. El ministro de Seguridad Juan Diego Castro rodeó el edificio de la Asamblea Legislativa de policías en protesta por la no aprobación de las reformas al Código Penal, lo cual provocó la furia del Plenario que solicitó su renuncia y el primer voto de censura contra un ministro costarricense en el período de la Segunda República.